# Машинне навчання на основі правил
Маши́нне навча́ння на осно́ві пра́вил (МНОП, англ. rule-based machine learning, RBML) — це термін в інформатиці, призначений для охоплення будь-яких методів машинного навчання, які встановлюють, навчаються або розвивають «правила» для зберігання, маніпулювання або застосування. Визначальною характеристикою машини, що навчається на основі правил, є встановлювання та використання набору реляційних правил, які спільно подають знання, вловлені системою.
До підходів машинного навчання на основі правил належать системи навчання класифікаторів, навчання асоціативних правил, штучні імунні системи та будь-які інші методи, що покладаються на набір правил, кожне з яких охоплює контекстне знання.
Хоч машинне навчання на основі правил і є концептуально одним із типів систем на основі правил, воно відрізняється від традиційних систем на основі правил, які часто майструють вручну, та інших систем ухвалювання рішень на основі правил. Це пояснюється тим, що машинне навчання на основі правил застосовує алгоритм навчання певного вигляду для автоматичного встановлення корисних правил, замість того, щоби людині було потрібно застосовувати попередні знання предметної галузі, щоби вручну будувати правила та керувати набором правил.

## Правила
Зазвичай правила набувають вигляду виразів «{ЯКЩО: ТОДІ}» (наприклад, {ЯКЩО «умова» ТОДІ «результат»}, або, для конкретнішого прикладу, {ЯКЩО «червоний» ТА «восьмикутник» ТОДІ «знак „Стоп“»}). Окреме правило саме по собі не є моделлю, оскільки воно застосовне лише тоді, коли виконується його умова. Тому методи машинного навчання на основі правил зазвичай містять набір правил, або базу знань, які разом складають передбачувальну модель.